# Koripallon miesten SM-sarjakausi 1977-1978
La Koripallon miesten SM-sarjakausi 1977-1978 è stata la 38ª edizione del massimo campionato finlandese di pallacanestro maschile. La vittoria finale è stata ad appannaggio del ToPo Helsinki.

## Risultati

### Stagione regolare

#### Gruppo Ovest
|    | Squadra          | G  | V  | P  | PF   | PS   | Pt. | Qualificazione |
| -- | ---------------- | -- | -- | -- | ---- | ---- | --- | -------------- |
| 1. | ToPo Helsinki    | 26 | 19 | 7  | 2365 | 2124 | 38  | playoff        |
| 2. | Turun NMKY       | 26 | 15 | 11 | 2323 | 2278 | 30  | playoff        |
| 3. | Pantterit        | 26 | 13 | 13 | 2208 | 2186 | 26  | playoff        |
| 4. | Peli-Karhut      | 26 | 9  | 17 | 1968 | 2107 | 18  | playoff        |
| 5. | Äänekosken Huima | 26 | 8  | 18 | 2273 | 2507 | 16  |                |

#### Gruppo Sud
|    | Squadra         | G  | V  | P  | PF   | PS   | Pt. | Qualificazione             |
| -- | --------------- | -- | -- | -- | ---- | ---- | --- | -------------------------- |
| 1. | Playhonka       | 26 | 22 | 4  | 2439 | 2170 | 44  | playoff                    |
| 2. | Hyvinkään Tahko | 26 | 16 | 10 | 2531 | 2382 | 32  | playoff                    |
| 3. | Helsingin NMKY  | 26 | 11 | 15 | 2411 | 2490 | 22  | playoff                    |
| 4. | Joensuun Kataja | 26 | 10 | 16 | 2182 | 2249 | 20  | playoff                    |
| 5. | KTP-Basket      | 26 | 7  | 19 | 2076 | 2310 | 14  | retrocessa in I-divisioona |

## Playoff
|  | Quarti di finale | Quarti di finale | Quarti di finale |              |               | Semifinali    | Semifinali | Semifinali |  |  | Finale | Finale | Finale |  |
|  |                  |                  |                  |              |               |               |            |            |  |  |        |        |        |  |
|  | ToPo Helsinki    | ToPo Helsinki    | 2                |              |               |               |            |            |  |  |        |        |        |  |
|  | ToPo Helsinki    | ToPo Helsinki    | 2                |              |               |               |            |            |  |  |        |        |        |  |
|  | Joensuun Kataja  | Joensuun Kataja  | 0                |              |               |               |            |            |  |  |        |        |        |  |
|  | Joensuun Kataja  | Joensuun Kataja  | 0                |              | ToPo Helsinki | ToPo Helsinki | 3          |            |  |  |        |        |        |  |
|  |                  |                  |                  |              | ToPo Helsinki | ToPo Helsinki | 3          |            |  |  |        |        |        |  |
|  |                  |                  | Pantterit        | Pantterit    | 1             |               |            |            |  |  |        |        |        |  |
|  | Hyvinkään Tahko  |                  | Pantterit        | Pantterit    | 1             |               |            |            |  |  |        |        |        |  |
|  |                  |                  |                  |              |               |               |            |            |  |  |        |        |        |  |
|  | Pantterit        | Pantterit        | 2                |              |               |               |            |            |  |  |        |        |        |  |
|  | Pantterit        | Pantterit        | 2                |              | ToPo Helsinki | ToPo Helsinki | 3          |            |  |  |        |        |        |  |
|  |                  |                  |                  |              |               |               |            |            |  |  |        |        |        |  |
|  |                  |                  | Espoon Honka     | Espoon Honka | 1             |               |            |            |  |  |        |        |        |  |
|  | Espoon Honka     | Espoon Honka     | Espoon Honka     | Espoon Honka | 1             | 2             |            |            |  |  |        |        |        |  |
|  | Espoon Honka     | Espoon Honka     |                  |              |               |               |            |            |  |  |        |        |        |  |
|  | Peli-Karhut      |                  |                  |              |               |               |            |            |  |  |        |        |        |  |
|  |                  | Espoon Honka     | Espoon Honka     | 3            |               |               |            |            |  |  |        |        |        |  |
|  |                  |                  |                  | 3            |               |               |            |            |  |  |        |        |        |  |
|  |                  |                  | Turun NMKY       | Turun NMKY   | 0             |               |            |            |  |  |        |        |        |  |
|  | Turun NMKY       | Turun NMKY       | Turun NMKY       | Turun NMKY   | 0             | 2             |            |            |  |  |        |        |        |  |
|  | Turun NMKY       | Turun NMKY       |                  |              |               |               |            |            |  |  |        |        |        |  |
|  | Helsingin NMKY   |                  |                  |              |               |               |            |            |  |  |        |        |        |  |

| Koripallon miesten SM-sarjakausi 1977-1978 |
| ------------------------------------------ |
| ToPo Helsinki 3º titolo                    |

## Formazione vincitrice
| N° | Naz.                   | Ruolo | Sportivo      |  | Alt. |  |
| -- | ---------------------- | ----- | ------------- |  | ---- |  |
|    | Stati Uniti (bandiera) | A     | Gary Stich    |  | 200  |  |
|    | Finlandia (bandiera)   |       | Anssi Rauramo |  |      |  |